# Rokîtne, Ovruci
Rokîtne (în ucraineană Рокитне) este un sat în comuna Lîstvîn din raionul Ovruci, regiunea Jîtomîr, Ucraina.

## Demografie
Componența lingvistică a localității Rokîtne
     Ucraineană (100%)
Conform recensământului din 2001, toată populația localității Rokîtne era vorbitoare de ucraineană (100%).